# 日本記録映画作家協会
日本記録映画作家協会（にほんきろくえいがさっかきょうかい）は、フリーや企業で記録映画・教育映画に関わる製作スタッフの職能団体。
1950年代後半から1960年代の初頭にかけて、当時のドキュメンタリー、教育映画の業界に小さくない影響力を持った。
ここでは、前身となる団体のひとつ、記録教育映画製作協議会についてもふれる。

## 略史

### 記録教育映画製作協議会
- 1952年、野田真吉、吉見泰ら日映作家集団、新映画作家集団などのグループの有志が「記録教育映画製作協議会」発足[1]。
- 同年、記録教育映画製作協議会「1952年メーデー」（16分・35mm・白黒）構成・編集吉見泰、撮影植松永吉ほか）を製作。
- 1954年、記録教育映画製作協議会『月の輪古墳』を製作。第1回教育映画祭（主催＝日本映画教育協会、後援＝文部省・外務省・通産省・厚生省・農林省・朝日新聞社・日本放送協会・東京都教育委員会）社会教育部門最高賞受賞。
- 1955年、記録教育映画製作協議会が総評と提携して、日鋼室蘭争議を描いた菅家陳彦監督・江連高元撮影『197日の斗い 日鋼室蘭』（24分・16mm・白黒）を製作。

### 教育映画作家協会発足
- 1955年3月1日、教育映画作家協会という名称で、「記録教育映画の製作を通じて、平和で民主的な日本の文化の発展に貢献する」[2]ことを目的に発足。会員は、フリーランスの記録映画作家と岩波映画製作所、新理研映画、日本映画新社、日映科学映画製作所、電通映画社など企業に籍を置く演出家、脚本家、助監督、編集者、アニメーターら72名[2]。
- 1958年6月に機関誌「記録映画」（通算63号で終刊）を発行[3]。この編集者にシナリオライター・作家となる佐々木守がいた。

### 日本記録映画作家協会に改称
- 1960年、第7回定期総会で日本記録映画作家協会に改称[3]。
- 1961年、協会編『記録映画の技術』を医歯薬出版から刊行。
- 1964年、マラソンランナーの君原健二を追った黒木和雄監督の「あるマラソンランナーの記録」をめぐって路線対立[4]が起き、野田真吉、松本俊夫、土本典昭、黒木和雄、東陽一、小川紳介らが日本記録映画作家協会を離れて「映像芸術の会」を組織する。
- 1973年、『多摩川 第一部・その風土と歴史』（企画＝東京都教育庁）製作。
- 1974年、『街道に残る文化財』（東京都映画協会との共同製作、企画＝東京都教育庁、撮影＝中尾駿一郎・小松浩・武井大・谷沢一義）製作。
- 1975年、東京を記録する会と共同で、「東京の下町」を製作。
- 2006年4月、「日本記録映画作家協会創立50周年記念映画祭」をなかのZERO小ホールで開催[2]。
- 2007年10月、「日本記録映画作家協会創立50周年記念映画祭 第2部」を開催し、このなかで東宝争議を題材にした清島利典監督『闘ふ映画人の記録』（1998年）を上映。
- 2008年10月、日本記録映画作家協会の主催「第45回記録映画をみる会」開催。

## これまでに取り組まれた主な事業
- 年2回の「記録映画を見る会」。すかがわ国際短編映画祭への協賛[2]。
- 毎月1回の月例会・研究会開催、毎月1回の会報発行[2]。
- 来日した海外の記録映画作家との交流、ライプツィヒ国際ドキュメンタリー・アニメーション映画祭への代表派遣[2]。
- 翻訳書＝ヨリス・イヴェンス『カメラと私―ある記録映画作家の自伝』（日本記録映画作家協会訳、未來社、1974年）

## 組織の現況
会員の高齢化、分裂やドキュメンタリー関連のメディアやグループの多様化（日本ビジュアル・ジャーナリスト協会他）などの影響で、正会員は、発足時の3分の1に減少。現在では、プロデューサー、カメラマンや上映・配給関係者まで入会できるようにしているが、2006年の正会員27名、賛助会員28名。一般の友の会会員の拡大によって組織を維持している。